# ゲロバトラクス
ゲロバトラクス（学名:Gerobatrachus hottoni）は、ペルム紀前期（約2億9000万年前）に北米に生息していた迷歯亜綱分椎目に属する陸生の絶滅両生類。学名はギリシャ語で「古代のカエル」の意。種小名は化石を発見したチームに参加していた古生物学者 Nicholas Hotton にちなむ。
有尾目と無尾目を結ぶミッシングリンクと目されている。
本属は1995年にテキサスで出土した全長11センチメートルの1体の化石のみが知られている。その後アメリカの国立自然史博物館に所蔵されていたが、2004年にカルガリー大学の Jason Anderson に再発見され、2008年に記載された。

## 特徴
無尾目・有尾目・分椎目の特徴がモザイク状に混在している。
無尾目とよく似た平たく軽量の頭骨を持つ。聴覚器官も無尾類のそれと類似していた。
有尾目のように橈骨と尺骨、脛骨と腓骨を有する。無尾目ではこれらは癒合して1本の骨となっている。
歯と脊椎は無尾目・有尾目双方と共通性を有していた。椎骨の数は無尾目・有尾目の中間である。また太い尾があった。

## 系統
分子時計による研究から、無尾目と有尾目とが分かれたのは石炭紀後期（3億年前）であろうと言われていたが、両目の共通祖先であると考えられる本種の発見によってその時期はもっと遅いと考えられるようになった。カルガリー大学の研究チームによる形態学的研究では、2億7500万年ないし2億4000万年前であろうとされている。ただし本種が共通祖先そのものではなく、そのグループの遺存種である可能性もあり、年代の変更に慎重な態度を示す論者もいる。
現生両生類の起源について、無尾目・有尾目は分椎目から分かれた近縁なグループであり、無足目だけは離れた系統であろうという説がこれで有力になった。